# Kibara monticola
Kibara monticola är en tvåhjärtbladig växtart som beskrevs av Janet Russell Perkins. Kibara monticola ingår i släktet Kibara och familjen Monimiaceae. Inga underarter finns listade i Catalogue of Life.